# سیارک ۵۴۷۵
سیارک ۵۴۷۵ (به انگلیسی: 5475 Hanskennedy، نامگذاری:1989QO)۵۴۷۵مین سیارک کشف شده‌است که در ۲۶ اوت ۱۹۸۹ کشف شد.